# Floriano Spiess
Floriano Spiess Neto (ur. 26 sierpnia 1967 w Canoas) – brazylijski zapaśnik walczący w obu stylach. Olimpijczyk z Seulu 1988, gdzie odpadł w eliminacjach w obu stylach w kategorii 100 kg. Zdobył brązowy medal mistrzostw panamerykańskich w 1988 roku.